# 広畑村
広畑村（ひろはたむら）は、熊本県の北部、飽託郡にかつてあった村である。

## 地理
- 桜井硯の池

## 歴史
- 1889年4月1日 - 町村制が施行。託麻郡保田窪村、長嶺村、小山御領村が合併して発足。
- 1896年4月1日 - 飽田郡と託麻郡が合併し飽託郡となる。
- 1955年1月30日 - 供合村、広畑村、小山戸島村が合併して託麻村が誕生。

## 学校
- 広畑村立広畑小学校（現在の熊本市立託麻西小学校）